# Emily della Luna Nuova (romanzo)
Emily della Luna Nuova (Emily of New Moon) è il primo di una serie di romanzi per ragazzi della scrittrice canadese Lucy Maud Montgomery che ha come protagonista Emily Byrd Starr. Il romanzo, pubblicato nel 1923, è stato seguito da Emily cresce (1925) e La ricerca di Emily (1927).
Simile ai più famosi romanzi su Anna dai capelli rossi sia come storia che come ambientazione (l'Isola del Principe Edoardo in Canada), Emily della Luna Nuova ed i suoi seguiti rappresentano la vita vista attraverso gli occhi di Emily Starr, una ragazza rimasta orfana, che viene allevata dai parenti dopo la morte del padre. La serie è meno romanzata e più realistica di quella dei romanzi di Anna: l'autrice considerava Emily un personaggio molto più vicino alla propria personalità e alcuni degli eventi che accadono nei romanzi di Emily sono parzialmente autobiografici.

## Trama
Dopo la morte dei genitori, Emily Starr va a vivere sull'Isola del Principe Edoardo, presso la fattoria New Moon con le zie Elisabeth e Laura Murray ed il cugino Jimmy. Nel corso del tempo fa amicizia con Ilse Burnley, Teddy Kent e Perry Miller, un ragazzo semianalfabeta che la zia Elisabeth disprezzava perché nato nel rione più povero della cittadina.
Ciascuno dei ragazzi ha un dono speciale. Emily è nata per essere una scrittrice, Teddy è un artista di talento, Ilse è una brava attrice e Perry ha la stoffa per diventare un grande politico. Tutti hanno però problemi con le rispettive famiglie. Emily soprattutto inizialmente, trova difficile andare d'accordo con la caparbia e autoritaria Zia Elisabeth, che non capisce il suo irrefrenabile bisogno di scrivere. Il padre di Ilse, il dottor Burnley, sembra non curarsi della figlia, forse a causa di un terribile segreto riguardante la morte della moglie avvenuta alcuni anni prima. La madre di Teddy ha un affetto quasi morboso verso il figlio ed osteggia il suo talento ed i suoi amici, temendo che tutto questo avrebbe finito per allontanare Teddy da lei. Perry non è benestante come gli altri amici e deve lavorare per mantenere sé stesso e la vecchia zia con cui abita, la quale osteggia la sua volontà di frequentare la scuola per riscattarsi da una vita misera e senza speranza.
La storia segue la crescita e la maturazione dei protagonisti, dall'infanzia, all'adolescenza fino ad arrivare all'età adulta, attraverso le mille avventure di ogni giorno e alla volontà dei ragazzi di migliorare sé stessi e di realizzare i propri sogni. Nei tre romanzi della serie, Emily sempre attratta dalle bellezze della natura e dell'arte, attraverserà gli anni della scuola e le traversie della vita fino a sposarsi e a diventare una scrittrice di successo.

## Serie
I tre romanzi su Emily sono: Emily della Luna Nuova (1923), Emily cresce (1925) e La ricerca di Emily (1927). La serie si concentra su Emily durante gli anni di scuola e la sua scalata lungo il simbolico "Sentiero Alpino" verso il successo come autrice (il "Sentiero Alpino" è una frase tratta da una poesia che l'ha ispirata sin dalla giovane età). I libri successivi seguono anche Emily attraverso varie storie d'amore (che non sono storie d'intimità romantica) e avventure. Emily è un'eroina con un amore per la bellezza della natura e dell'arte, lealtà verso i suoi amici, sete di conoscenza e una passione profonda per la scrittura.

## Adattamenti
- Nel 1998 I romanzi della saga di Emily della Luna Nuova sono stati adattati in una serie TV omonima prodotta dalla Salter Street Films e dalla CBC. La serie, trasmessa su Canada's Vision TV in inglese e su TLN doppiata in spagnolo, è stata girata sull'Isola del Principe Edoardo e interpretata da bambini del posto.

- Nell'aprile 2007 i romanzi di Lucy Maud Montgomery sono stati ulteriormente adattati in Emily della Luna Nuova (Kaze no shōjo Emily), una serie anime in 26 episodi per la regia di Harume Kosaka, prodotta da NHK e Tokyo Movie Shinsha.

## Traduzioni
Il romanzo è stato tradotto in numerose lingue, tra cui
- Pieni runotyttö (finlandese)
- Emilie de la Nouvelle Lune (francese)
- Kawaii Emily (giapponese)
- Emīlija no Jaunā mēness (lettone)
- Emily-Dokhtare Darrehaye Sabz (persiano)
- Emilka ze Srebrnego Nowiu (polacco)
- Emily z Nového Mesiaca (slovacco)
- Emily, la de Luna Nueva (spagnolo)
- Emily (svedese)
- Emily auf der Moon-Farm (tedesco)
- Емілі з Місячного Серпа (ucraino)

## Edizioni italiane
- Lucy Maud Montgomery, Emily della luna nuova, traduzione di Anna Solinas, collana Corticelli, Mursia, 1993,  p. 272, ISBN 9788842515807.
- Lucy Maud Montgomery, Emily di Luna Nuova, traduzione di Enrico De Luca, collana I Classici Ritrovati, Caravaggio Editore, 2021,  p. 512, ISBN 9788831456647.
- Lucy Maud Montgomery, Emily cresce, traduzione di Anna Solinas, collana Corticelli, Mursia, 1995,  p. 304, ISBN 88-425-1847-6.
- Lucy Maud Montgomery, Emily di New Moon, traduzione di Angela Ricci, Gallucci, 2021